# Depauville
Depauville és una concentració de població designada pel cens dels Estats Units a l'estat de Nova York. Segons el cens del 2000 tenia 512 habitants.

## Demografia
Segons el cens del 2000, Depauville tenia 512 habitants, 178 habitatges, i 137 famílies. La densitat de població era de 20,2 habitants per km².
Dels 178 habitatges en un 44,9% hi vivien nens de menys de 18 anys, en un 60,1% hi vivien parelles casades, en un 12,4% dones solteres, i en un 23% no eren unitats familiars. En el 17,4% dels habitatges hi vivien persones soles el 7,3% de les quals corresponia a persones de 65 anys o més que vivien soles. El nombre mitjà de persones vivint en cada habitatge era de 2,88 i el nombre mitjà de persones que vivien en cada família era de 3,27.
Per edats la població es repartia de la següent manera: un 32,2% tenia menys de 18 anys, un 7% entre 18 i 24, un 32,8% entre 25 i 44, un 18,9% de 45 a 60 i un 9% 65 anys o més.
L'edat mediana era de 32 anys. Per cada 100 dones de 18 o més anys hi havia 92,8 homes.
La renda mediana per habitatge era de 37.411 $ i la renda mediana per família de 35.893 $. Els homes tenien una renda mediana de 31.184 $ mentre que les dones 21.042 $. La renda per capita de la població era de 17.172 $. Cap de les famílies i l'1,6% de la població estaven per davall del llindar de pobresa.